# Кащеева, Жанна Юрьевна
Жа́нна Ю́рьевна Каще́ева (род. 27 июля 1982, Брянск, Брянская область, РСФСР, СССР) — российская легкоатлетка, специалистка по бегу на короткие дистанции. Выступала за сборную России по лёгкой атлетике в 2000-х годах, обладательница серебряной медали чемпионата Европы в помещении, призёрка Кубка Европы, победительница и призёрка первенств всероссийского значения. Представляла Москву и Брянскую область. Мастер спорта России международного класса.

## Биография
Жанна Кащеева родилась 27 июля 1982 года в Брянске.
Занималась лёгкой атлетикой в Брянской областной спортивной школе олимпийского резерва, проходила подготовку под руководством тренеров Юрия Николаевича Трубина и Николая Фёдоровича Чемерисова.
Впервые заявила о себе на всероссийском уровне в сезоне 2003 года, когда на чемпионате России в Туле с московской командой одержала победу в эстафете 4 × 400 метров.
В 2004 году в беге на 400 метров выиграла молодёжное зимнее всероссийское первенство в Москве.
На чемпионате России 2005 года в Туле вновь победила в эстафете 4 × 400 метров.
В 2007 году выиграла 400-метровую дисциплину на зимнем чемпионате России в Волгограде. Попав в состав российской национальной сборной, выступила на чемпионате Европы в помещении в Бирмингеме, где вместе с соотечественницами Олесей Зыкиной, Натальей Ивановой и Натальей Антюх выиграла серебряную медаль в эстафете 4 × 400 метров, уступив только команде из Белоруссии. На Кубке Европы в Мюнхене была второй в индивидуальном беге на 400 метров, в то время как в эстафете россиянки получили дисквалификацию. На летнем чемпионате России в Туле добавила в послужной список ещё одну золотую награду, выигранную в эстафете 4 × 400 метров.
На чемпионате России 2008 года в Казани стала серебряной призёркой в эстафете 4 × 400 метров.
За выдающиеся спортивные достижения удостоена почётного звания «Мастер спорта России международного класса».